# Sicalis flaveola
Sicalis flaveola es una especie de ave paseriforme de la familia Thraupidae perteneciente al género Sicalis. Es ampliamente difundido por gran parte de Sudamérica (excepto en la cuenca amazónica, en la Patagonia y en altitudes andinas), y debido a la preferencia como ave de jaula, ha sido introducido en diversos otros países.

## Nombre común
Aparte del nombre chirigüe azafranado, dado por la Sociedad Española de Ornitología y adoptado en Perú, también es conocido como semillero basto, jilguero dorado o jilguero común (en Argentina), arrocero[cita requerida],  canario de tejado o tejero (en Venezuela), canario coronado o canario silvestre (en Colombia), canario paraguay (en Paraguay), dorado (en Uruguay y Argentina), pinzón sabanero azafranado (en Ecuador),  gorrión azafrán (en Cuba y República Dominicana), pinzón azafranado (en Panamá), pinzón azafrán (en Puerto Rico), chirihue azafrán (en Chile), botón de oro, jilguero azafranado o canario costeño,[cita requerida] entre muchos otros.

## Distribución geográfica y hábitat
Se distribuye en tres poblaciones separadas, una en el norte de Colombia, Venezuela y Trinidad y Tobago (la situación en las Guayanas es indeterminada); una segunda en el oeste de Ecuador y noroeste de Perú; y la mayor zona que va desde el noreste de Brasil, al sur de la Amazonia, hacia el oeste hasta la cordillera de los Andes del oeste de Bolivia y hacia el sur hasta Uruguay y el norte de la Patagonia argentina. Ha sido introducido en Chile, Cuba, Puerto Rico, Jamaica, Panamá, Hawái, Islas Caimán, en la región de Lima en Perú, en el sureste de Venezuela y norte de Brasil (Roraima), en el oeste amazónico de Brasil (Acre).
Esta especie es común y ampliamente difundida en una variedad de hábitats, generalmente áreas semiabiertas con árboles dispersos o arbustos, incluyendo bosques secos abiertos, sabanas, matorrales espinosos, bosques chaqueños, márgenes de pantanos y cuerpos de agua, bordes de bosques en galería, matorrales bordeando caminos, crecimientos secundarios, áreas cultivadas, también en jardines urbanos de poblados y ciudades. Por lo general por debajo de los 1000 m s. n. m., pero llegando hasta los 2000 m s. n. m. en valles interandinos secos en Bolivia. Es más numeroso en las regiones del norte y noroeste, donde fácilmente es el chirigüe (Sicalis) más numeroso y familiar, favoreciendo regiones áridas.

## Descripción

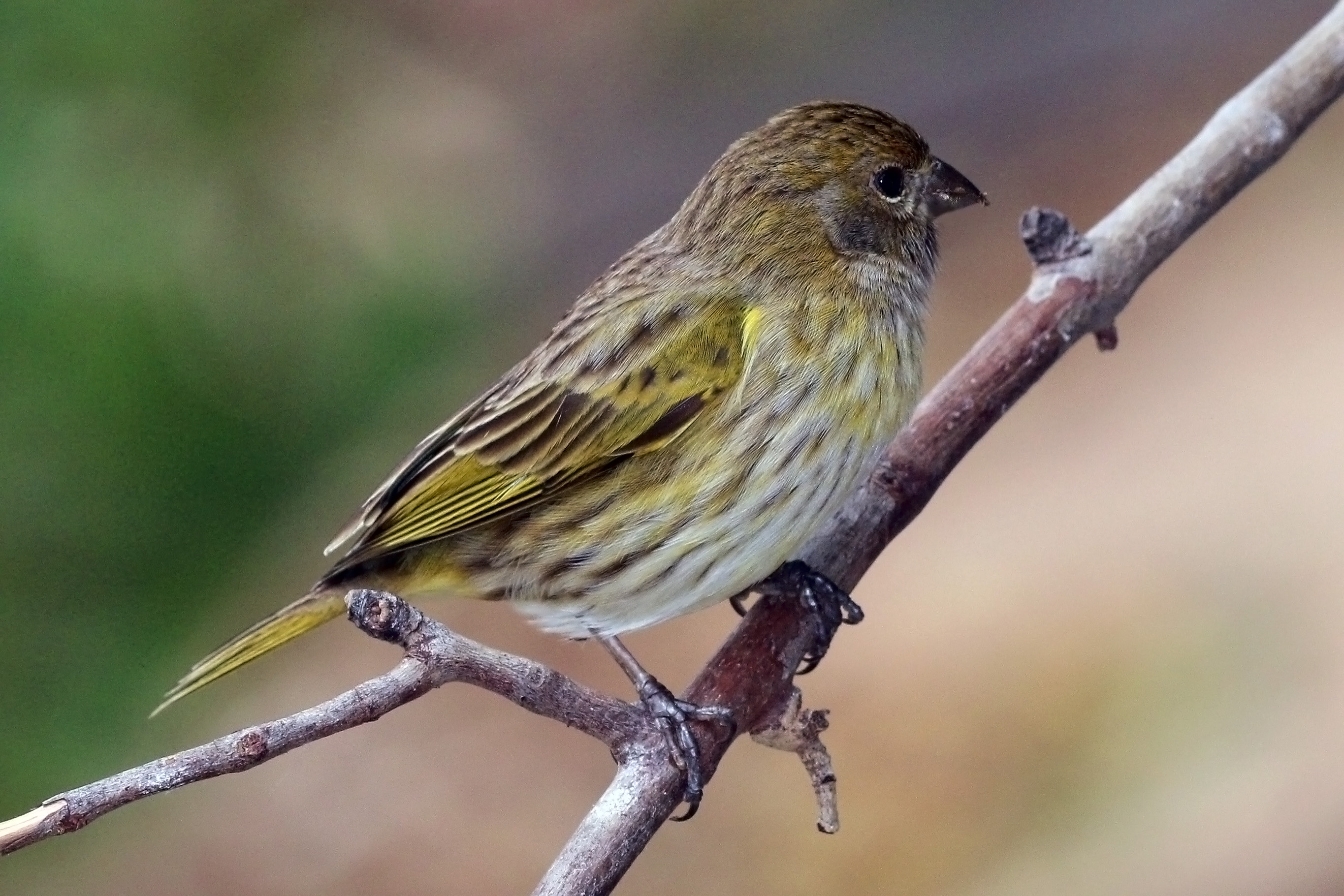
Ejemplar macho juvenil de S. flaveola pelzelni en el Pantanal

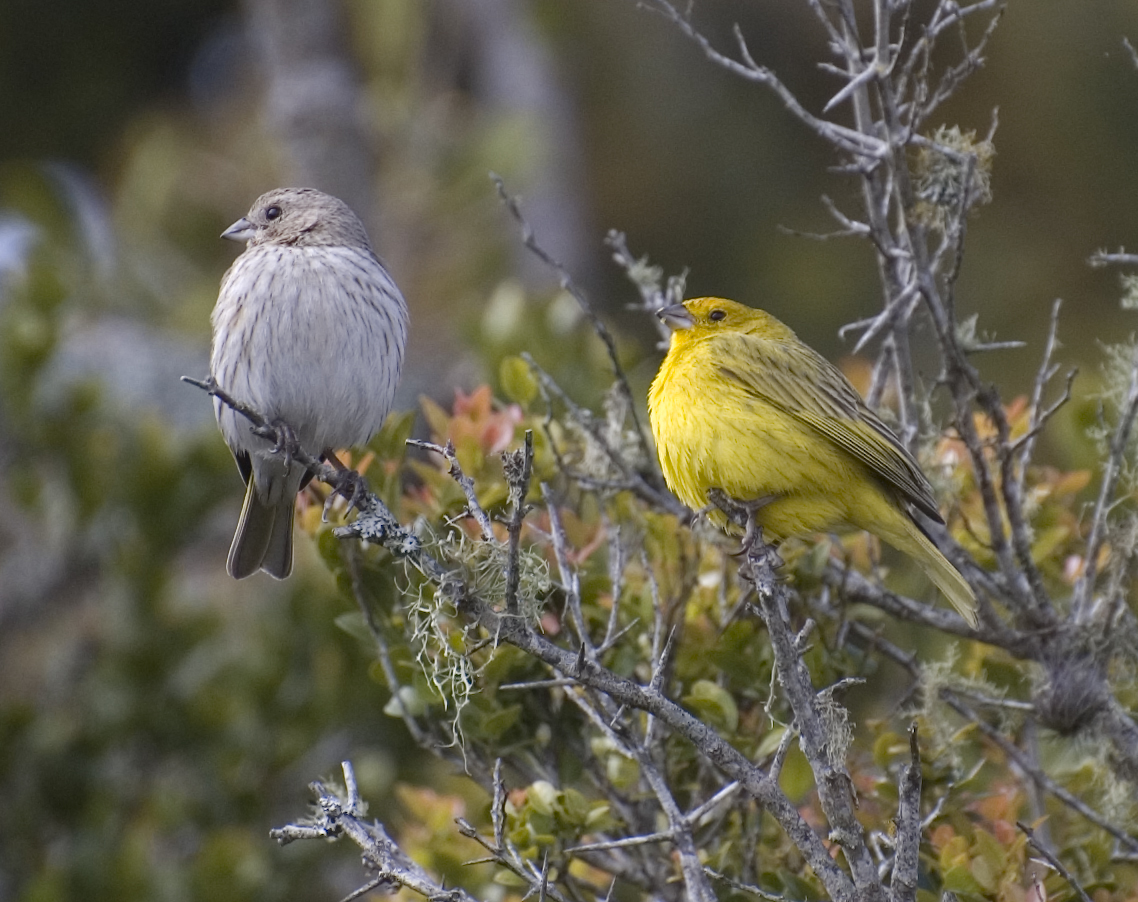
Pareja de S. flaveola pelzelni en Uruguay

Mide entre 13,5 y 14 cm de longitud. Las aves norteñas (nominal) son mayormente de color amarillo brillante, más anaranjado en la corona y ligeramente más oliva por arriba, las hembras son similares pero ligeramente más apagadas, los inmaduros son pardo grisáceo pálido con estriado oscuro por arriba y más o menos sin estrias por abajo, con una banda pectoral amarilla que se extiende alrededor de la nuca. Las aves sureñas (pelzelni) tienen el pico menor, las alas más largas y la cola algo más cortas que la nomninal , los machos son más apagados, de amarillo menos brillante, más oliva y estriado por arriba con menos anaranjado en la corona y el pecho lavado de oliva, las hembras son totalmente diferentes de la nominal, parduzcas con estriado oscuro por arriba y por abajo blanquecinas con estriado más fino.

## Comportamiento
Es de costumbres terrestres, es común verlo en grupos de uno o dos machos y varias hembras, alimentándose en el suelo. Su dieta consiste fundamentalmente en semillas y brotes de gramíneas y, en menor medida, insectos.
Anida en cavidades y a veces usa nidos abandonados por el hornero (Furnarius rufus). Tiene un repetitivo reclamo, que combinado con su apariencia lo ha hecho una especie muy cotizada como ave de jaula.
Cuando están asustados pegan sus plumas y estiran el cuerpo y lo acompañan con sonidos alarmantes, generalmente reaccionan así ante un conflicto con un macho más fuerte o una amenaza como un gato o un ave rapaz.
Sus huevos son pequeños, como almendras, de color blanco puro y de cáscara delgada pero resistente. Alimentan a sus crías de pico a pico como hacen la mayoría de aves, las crías persiguen a sus padres con un continuo chirrido que no pasa desapercibido por su intensidad. La hembra construye el nido sola y el macho sólo la observa al mismo tiempo que canta y va y viene hasta que su nido está totalmente listo, si no es que han tomado otro abandonado. En áreas urbanas pueden ser bastante confiados y poner sus huevos incluso en macetas o cavidades en edificios.

### Vocalización
El canto es adorable y placentero. Las notas son suficientemente espaciadas para darlas calmamente, de naturaleza agradablemente silbadas, por ejemplo: «zuhit, chiu, tzuup, chiu, pipa piu, tzuup, cheu...»; existe mucha variación pero el canto es siempre agradable hecho de notas de sonido dulce, algunas veces unas pocas notas más ásperas, y, diferente de otros chirigües, no sugieren un gorjeo o parloteo. El llamado típico es un «whip» ascendiente, también un corto «tuup».

## Sistemática

### Descripción original
La especie S. flaveola fue descrita por primera vez por el naturalista sueco Carlos Linneo en 1766 bajo el nombre científico Fringilla flaveola; la localidad tipo no fue dada, se presume: «Surinam».

### Etimología
El nombre genérico femenino Sicalis proviene del griego «sikalis, sukalis o sukallis»: pequeño pájaro de cabeza negra, mencionado por Epicarmo, Aristóteles y otros, no identificado, probablemente un tipo de curruca Sylvia; y el nombre de la especie «flaveola» proviene del latín  «flaveolus» que es un diminutivo de «flavus»: amarillo, dorado.

### Taxonomía
Los datos presentados por los amplios estudios filogenéticos recientes demostraron que la presente especie es próxima del par formado por Sicalis columbiana y Sicalis luteola.

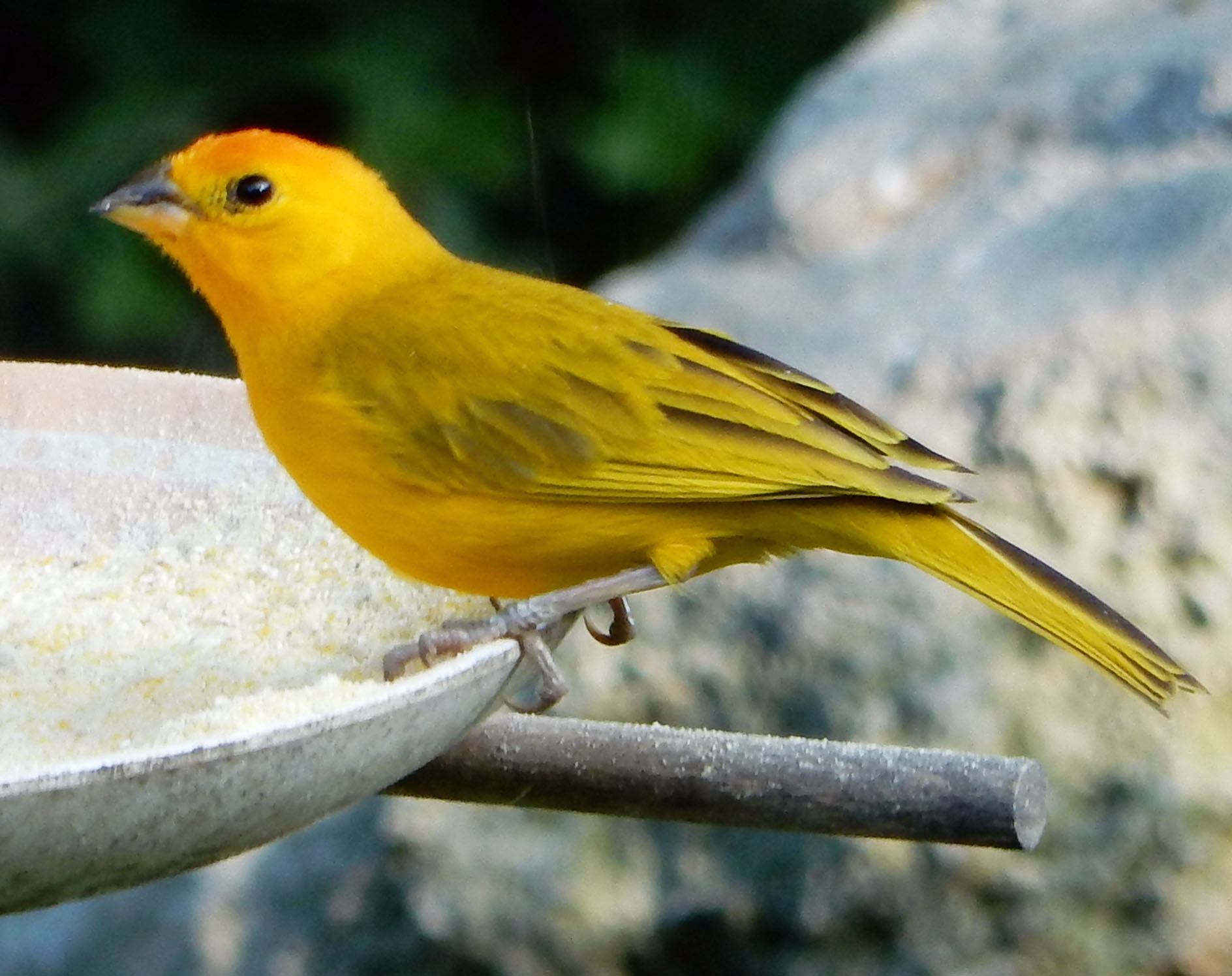
S. flaveola valida, macho, cerca de Quito, Ecuador.

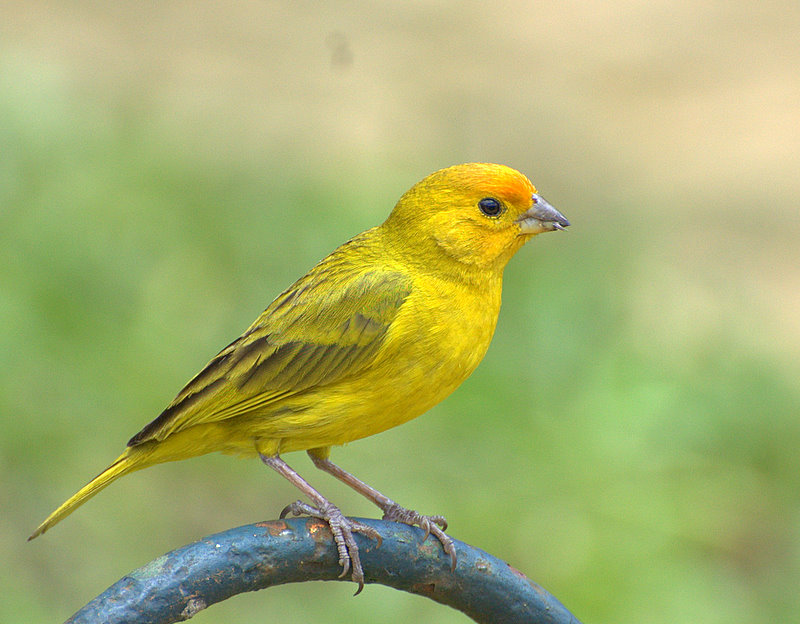
S. flaveola brasiliensis, macho, en la ciudad de São Paulo, Brasil.

Las subespecies forman dos grupos que posiblemente son específicamente diferentes, el “grupo flaveola” y el  “grupo pelzelni”, que difieren dramáticamente en el plumaje de las hembras y de los inmaduros y en menor medida en la de los machos; también, el dimorfismo sexual del segundo grupo es mucho más acentuado; son necesarios más estudios. La disjuta población trasandina (valida) también puede ser una especie distinta y merece una evaluación detallada. Las aves de mayor altitud del sur de Bolivia se incluyen en la subespecie pelzelni, pero podrían pertenecer a koenigi. El taxón propuesto Sicalis striata (descrito desde Buenos Aires, Argentina) es inválido, ya que se baseó en un espécimen que en realidad es un macho inmaduro de la subespecie pelzelni.

### Subespecies
Según las clasificación Clements Checklist/eBird v.2019 se reconocen cuatro subespecies, en dos grupos, con su correspondiente distribución geográfica:
- Grupo politípico flaveola:
  - Sicalis flaveola flaveola (Linnaeus), 1766 – este de Colombia hasta el noreste de Venezuela y las Guayanas; Trinidad.
  - Sicalis flaveola valida Bangs & T.E. Penard, 1921 – tierras bajs del Pacífico del oeste de Ecuador al noroeste de Perú (hasta Áncash).
  - Sicalis flaveola brasiliensis Gmelin), 1789 – desde el noreste de Brasil (desde Maranhão) hasta el sureste (Minas Gerais y São Paulo).

- Grupo monotípico pelzelni:

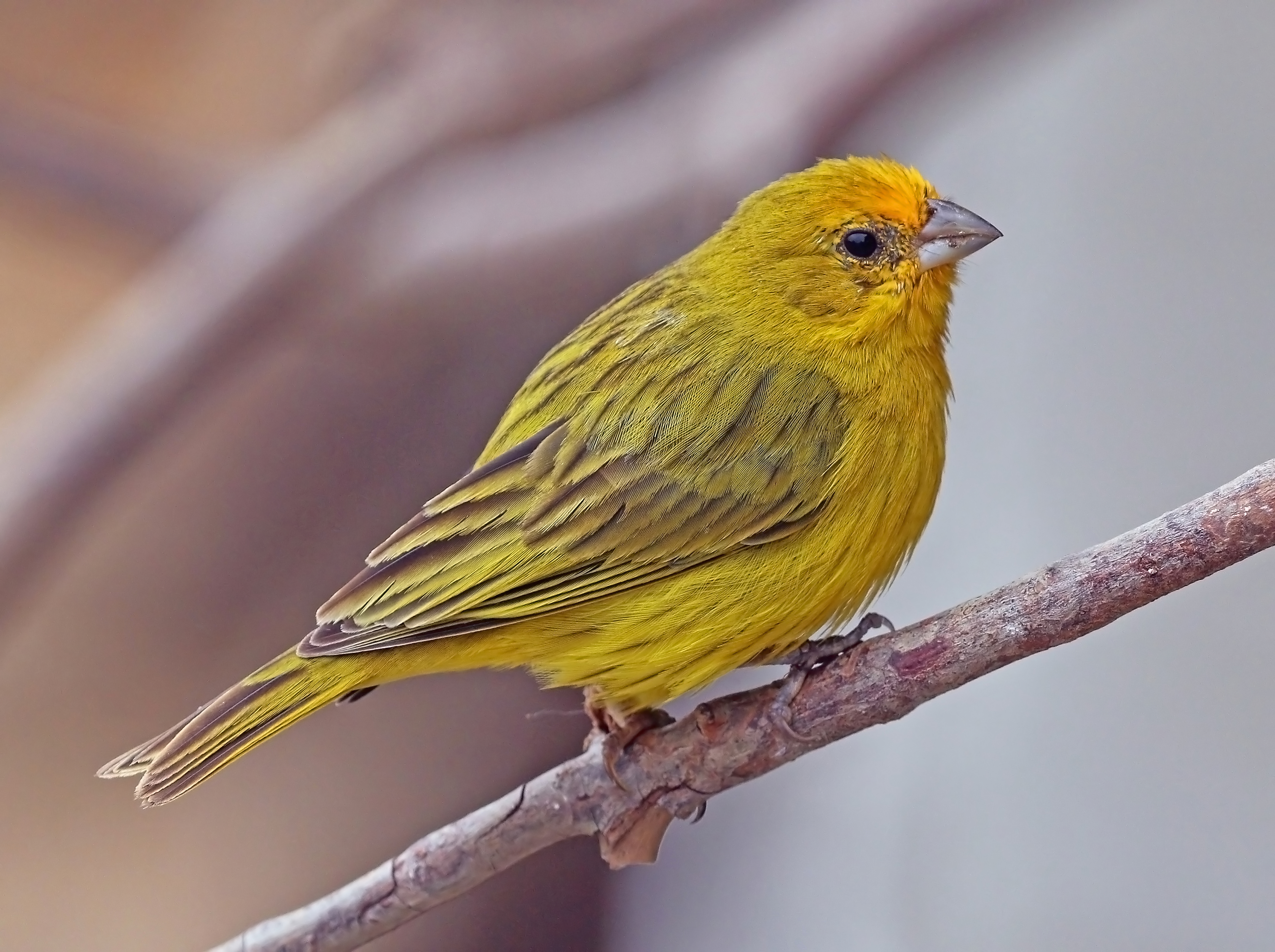
S. flaveola pelzelni, macho, en el Pantanal, Mato Grosso, Brasil.

  - Sicalis flaveola pelzelni P.L. Sclater, 1872 – este de Bolivia, Paraguay, suroeste y sur de Brasil, Uruguay y Argentina.

El Congreso Ornitológico Internacional (IOC) también considera a la siguiente subespecie, supuestamente incluida en el grupo pelzelni:
- Sicalis flaveola koenigi Hoy, 1978 – noroeste argentino (sur de Bolivia?).